# Romulus-klass
Romulus-klass var en typ av kustjagare i den svenska marinen. Fartygen var till en början italienska och ingick i en klass om fyra fartyg med namnet Spica-klass. Av denna klass byggdes hela 32 fartyg på olika varv i Italien. 14 april 1940 avgick två av fartygen med svenska besättningar mot Göteborg, dit de kom fram 10 juli samma år.